# Odice suava
Odice suava је ноћни лептир из породице Erebidae. Описао га је Jacob Hubner 1813.

## Распрострањење
Налази се у Јужној Европи, Средњој Азији, Aлжиру и Турској. У Србији је ретко налажена врста.

## Опис
Распон крила му може бити од 22мм до 27мм. Боја предњих крила може да му варира од светле до тамно браон. Полни диморфизам није изражен.

## Биологија
У зависности од локације, лептир је активан од маја до краја октобра.У Србији је налажен у јуну и јулу, у низијама и на планинама преко 1000 метара надморске висине. Може се наћи на очуваним ливадама у близини шума. Биљка хранитељка није позната.